# 3816 Chugainov
A 3816 Chugainov (ideiglenes jelöléssel 1975 VG9) a Naprendszer kisbolygóövében található aszteroida. Nyikolaj Sztyepanovics Csernih fedezte fel 1975. november 8-án.